# Ешкиольмес (месторождение)
Ешкиольмес (каз. Ешкіөлмес) — месторождение золота находится в 45 км к востоку от поселка Шортанды Шортандынского района Акмолинской области. Открыто в 1931 году по следам древних рудных разработок. Расположено на стыке Силетынского гранитоидного массива и комплекса докембрийских осадочно-метаморфизованных пород. Рудные тела длиной 40—100 м, мощностью 0,5—2 м (иногда до 14 м) сложного строения, близки к линзам. Сульфидные минералы в виде агрегатов, прожилок и вкраплений. Золото встречается с минералами кобальтина, теллур-висмута и висмута. В минералах халькопирита образует прожилки. Руды содержат: золото, медь, серебро, висмут, молибден, кобальт, цинк. По разведанным запасам относится к средним месторождениям. Руды разрабатываются на руднике Аксу и в небольших карьерах.